# Streymoy (regione)
Streymoy è uno dei sei sýslur (regioni o distretti politici) in cui sono divise le Isole Fær Øer.
Comprende buona parte di Streymoy, con l'eccezione della porzione nord-orientale dell'isola, e le isole di Hestur, Koltur e Nólsoy.

## Comuni
La regione comprende 3 comuni (kommunur):
- Kvívík
- Tórshavn
- Vestmanna